# 圣卡勒克
圣卡勒克（法語：Saint-Carreuc，法語發音：[sɛ̃ kaʁœk]）是法国阿摩尔滨海省的一个市镇，位于该省中部，省会圣布里厄以南，属于圣布里厄区。

## 地理
圣卡勒克（48°23'54"N, 2°43'53"W）面积12.69 平方千米，位于法国布列塔尼大區阿摩尔滨海省，该省份为法国西北部沿海省份，位于布列塔尼半岛北部，北濒大西洋英吉利海峡，西接菲尼斯泰尔省，南至莫尔比昂省，东临伊勒-维莱讷省。
与圣卡勒克接壤的市镇（或旧市镇、城区）包括：埃农、普兰泰勒、普莱德朗、普勒克-莱尔米塔日。
圣卡勒克的时区为UTC+01:00、UTC+02:00（夏令时）。

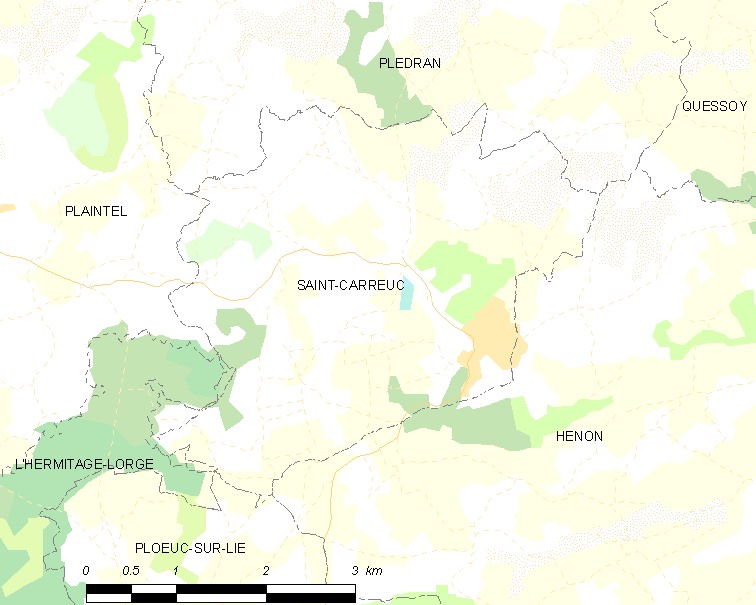
圣卡勒克的OSM定位图

## 行政
圣卡勒克的邮政编码为22150，INSEE市镇编码为22281。

## 政治
圣卡勒克所属的省级选区为普兰泰勒县。

## 交通
阿摩尔滨海省省道D27线和D28线在市中心交汇。

## 人口

1962-2008年间圣卡勒克人口变化图示

圣卡勒克于2022年1月1日时的人口数量为1554人。